# Matte Smets
Matte Smets (Bilzen, 4 gennaio 2004) è un calciatore belga, difensore o centrocampista del Genk.

## Carriera

### Club
Ha iniziato a giocare nel Bilzerse, club in cui aveva giocato anche suo padre. Poco dopo è passato al Genk dove è rimasto otto anni. Nel 2018 è andato al Sint-Truiden. Nel maggio 2022 ha firmato il suo primo contratto professionistico con il club.
Il 7 ottobre 2022 ha fatto il suo debutto ufficiale nella prima squadra del club: all'undicesima giornata di campionato, l'allenatore Bernd Hollerbach lo fa inserito al posto di Shinji Okazaki all'87º minuto nella sconfitta per 2-0 contro l'Anversa. Dopo un'altra presenza di oltre 15 minuti contro il Club Bruges, due settimane dopo ha esordito come difensore centrale il 27 dicembre 2022, nella prima partita di campionato dopo la pausa per i Mondiali, contro lo Zulte Waregem.
Dal febbraio 2023 è riuscito ad assicurarsi un posto da titolare come difensore centrale nella difesa a tre del Sint-Truiden, titolarità confermata anche con il nuovo tecnico Thorsten Fink. Nell'estate del 2023 ha prolungato il suo contratto fino al 2026.

### Nazionale
Il 4 ottobre 2024 viene convocato per la prima volta in nazionale maggiore, con cui esordisce il 17 novembre seguente nella sconfitta per 1-0 in Nations League contro Israele.

## Statistiche

### Presenze e reti nei club
Statistiche aggiornate al 25 maggio 2024.
| Stagione        | Squadra         | Campionato      | Campionato | Campionato | Coppe nazionali | Coppe nazionali | Coppe nazionali | Coppe continentali | Coppe continentali | Coppe continentali | Altre coppe | Altre coppe | Altre coppe | Totale | Totale | Totale |
| Stagione        | Squadra         | Comp            | Pres       | Reti       | Comp            | Pres            | Reti            | Comp               | Pres               | Reti               | Comp        | Pres        | Reti        | Pres   | Reti   |        |
| --------------- | --------------- | --------------- | ---------- | ---------- | --------------- | --------------- | --------------- | ------------------ | ------------------ | ------------------ | ----------- | ----------- | ----------- | ------ | ------ | ------ |
| 2022-2023       | Sint-Truiden    | D1              | 14         | 0          | CB              | 2               | 0               |                    | -                  | -                  |             | -           | -           | 16     | 0      |        |
| 2023-2024       | Sint-Truiden    | D1              | 40         | 0          | CB              | 2               | 0               |                    | -                  | -                  |             | -           | -           | 42     | 0      |        |
| Totale carriera | Totale carriera | Totale carriera | 54         | 0          |                 | 4               | 0               |                    | -                  | -                  |             | -           | -           | 58     | 0      |        |

### Cronologia presenze e reti in nazionale
| Cronologia completa delle presenze e delle reti in nazionale ― Belgio | Cronologia completa delle presenze e delle reti in nazionale ― Belgio | Cronologia completa delle presenze e delle reti in nazionale ― Belgio | Cronologia completa delle presenze e delle reti in nazionale ― Belgio | Cronologia completa delle presenze e delle reti in nazionale ― Belgio | Cronologia completa delle presenze e delle reti in nazionale ― Belgio | Cronologia completa delle presenze e delle reti in nazionale ― Belgio | Cronologia completa delle presenze e delle reti in nazionale ― Belgio |
| Data                                                                  | Città                                                                 | In casa                                                               | Risultato                                                             | Ospiti                                                                | Competizione                                                          | Reti                                                                  | Note                                                                  |
| --------------------------------------------------------------------- | --------------------------------------------------------------------- | --------------------------------------------------------------------- | --------------------------------------------------------------------- | --------------------------------------------------------------------- | --------------------------------------------------------------------- | --------------------------------------------------------------------- | --------------------------------------------------------------------- |
| 17-11-2024                                                            | Budapest                                                              | Israele                                                               | 1 – 0                                                                 | Belgio                                                                | UEFA Nations League 2024-2025 - 1º turno                              | -                                                                     | 46’                                                                   |
| Totale                                                                |                                                                       | Presenze                                                              | 1                                                                     |                                                                       | Reti                                                                  | 0                                                                     |                                                                       |